# ألبا بلاناس
ألبا بلاناس (بالإسبانية: Alba Planas) هي ممثلة إسبانية، ولدت في 10 سبتمبر 2000 في مدريد في إسبانيا.

## روابط خارجية
- Alba Planas على موقع IMDb (الإنجليزية)
- Alba Planas على موقع ألو سيني (الفرنسية)